# マルクス・ユニウス・シラヌス (紀元前25年の執政官)
マルクス・ユニウス・シラヌス（ラテン語: Marcus Iunius Silanus）は、共和政ローマ末期から帝政ローマ初期の政務官。紀元前25年にガイウス・ユリウス・カエサル・オクタウィアヌスと共に執政官となった。

## 家族
シラヌスはローマ人ノビレス（貴族）のユニウス・シラヌス家の後裔である。おそらく父は紀元前62年に執政官を務めたデキムス・ユニウス・シラヌスで、それが正しければ紀元前109年に執政官を務めたマルクス・ユニウス・シラヌスの孫ということになる。母はユリウス・カエサルの愛人としても知られるセルウィリアである。それゆえマルクス・ユニウス・ブルトゥスとは異父兄弟、ユニア・プリマ、ユニア・セクンダ、ユニア・テルティアとは同父母兄妹であり、セクンダの夫であるマルクス・アエミリウス・レピドゥスは義兄弟ということになる。
シラヌスの孫マルクス・ユニウス・シラヌス・トルクァトゥスは19年に執政官になり、アウグストゥスのひ孫と結婚している。

## 度重なる転身
紀元前53年、シラヌスはガイウス・ユリウス・カエサルに仕えるレガトゥスの一人となった。
紀元前44年にカエサルが暗殺された後、シラヌスはレピドゥスに従いアルプス越えをした。翌年、レピドゥスはムティナで元老院派と戦っているマルクス・アントニウスへの援軍としてシラヌスを派遣したが、自身ではその責任を取らなかった 。その後、三頭政治の面々の信用を失ったシラヌスは、紀元前39年にセクストゥス・ポンペイウスの反乱軍の下に走った。しかし同年にミセヌム条約が結ばれたことで、シラヌスはアントニウスのもとに戻ることを許された。
紀元前34年から紀元前32年にかけて、シラヌスはアントニウスに従いギリシアやマケドニアで戦った。この時の彼の地位はクァエストル・プロ・コンスレで、翌年以降はプロクァエストルだったと考えられている。これより前、シラヌスはアウグルにも選出されている。

## オクタウィアヌスのもとでの出世
アクティウムの海戦より前に、シラヌスはオクタウィアヌスのもとに走った。アントニウスに勝利し将来皇帝となるオクタウィアヌスは、紀元前30年にシラヌスをパトリキに昇格させ、紀元前25年には共に執政官を務めた。